# Verbascum macedonicum
Verbascum macedonicum är en flenörtsväxtart som beskrevs av Koganin och Murb.. Verbascum macedonicum ingår i släktet kungsljus, och familjen flenörtsväxter. Inga underarter finns listade i Catalogue of Life.